# ラピス文庫
ラピス文庫（ラピスぶんこ）とは、1997年5月よりフランス書院内のプランタン出版より創刊されたボーイズラブ系小説の文庫レーベル。2005年9月にf-LAPIS（エフ ラピス）にリニュアールした。2007年10月に休刊。
姉妹レーベルに2004年8月から9月にかけてLapis curio（ラピス キュリオ）が、f-LAPISと同時に2005年9月から2007年10月にかけてLAPIS more（ラピス モア）も刊行されていた。

## 主な作品一覧

### あ行
- 愛ノシツケ（松岡裕太/唯月一）
- 愛を語る距離（牧山とも/影木栄貴）
- アンバランス×サディスト（末吉ユミ/中村春菊）
- いとしのテディ・ボーイ（鷹野京/明神翼）（全5巻）
- お泊まりはこちら！（夜月桔梗/ひたきかなこ）
- オレのゆずれない彼（鷹野京/宗真仁子）
- ONLY YOU（若月京子/楠本こすり）

### か行
- 過激にシリーズ（若月京子/桃季さえ）（全8巻）
- 機械仕掛けの天使（花本ロミオ/隆巳ジロ）
- 傷痕（火崎勇/夏目イサク）　※Lapis curioより刊行
- キスから、はじまる（竹内照菜/高橋ゆう）
- 君からの逃げ道（鹿住槇/高城リョウ）
- 君の本気に敵わない（松岡裕太/くおん摩緒）
- 恋のうちシリーズ（水島忍/明神翼）（全9巻）
- 恋の儀式は真夜中に）（バーバラ片桐/葛井美鳥）
- 恋の棘（浅見茉莉/香坂あきほ）
- 極シリーズ（日向唯稀/藤井咲耶）（全5巻）

### さ行
- 小児科シリーズ（成田空子/こうじま奈月）（全3巻）
- ショパンシリーズ（新装版）（南原兼/みなみ遥）（全3巻）
- スキャンダルシリーズ（月上ひなこ/こうじま奈月）（全6巻）
- 絶頂のあいまいな瞬間（鈴木あみ/極楽院櫻子）
- せつない恋だぜ（高坂結城/如月弘鷹）

### た行
- 戦え、生徒会!!シリーズ（高円寺葵子/かんべあきら）（全3巻）
- ためらう唇（姫野百合/天禅桃子）
- 懲罰委員会シリーズ（バーバラ片桐/明神翼）（全4巻＋1巻）
- 帝王の犬 -いたいけな隷属者-（愁堂れな/御園えりい）
- 天使のいる塔（香月宮子/やしきゆかり）

### な行
- ナルシス同盟（日向唯稀/ ほたか乱）
- 眠れる数学教室シリーズ（竹内照菜/桃季さえ）（全2巻）

### は行
- ハートのタマゴ（藤村裕香/タカハシマコ）
- パールシリーズ（南原兼/明神翼）（全5巻）
- 薔薇の名前（水戸泉/青樹總）（全5巻）
- HELLO!! DOCTOR（朝月美姫/沖麻実也）（全2巻）
- 人肌の秘めごと（沙野風結子/霜月かいり）
- FUZZY（なかはら茉梨/桃季さえ）
- 不完全で、完璧なキス（佐々木禎子/鹿乃しうこ）
- ブルーシーズン（水無月さらら/伊吹美里）（全2巻）

### ま行
- 満員電車でシリーズ（日向唯稀/こうじま奈月）（全2巻）
- 右手で持たないで（結城一美/大和名瀬）
- みずき先生シリーズ（井村仁美/明神翼）（全2巻）
- 胸の獣（火崎勇/石原理）
- 紫に抱かれて（由比まき/起家一子）
- もう一度愛していいですか（由比まき/緒田涼歌）

### や行
- 誘惑の緊急出動!（ななおあきら/三島一彦）
- 欲望の犬（中原一也/奈良千春）

### ら行
- ロマンスの王様（水戸泉/青樹總）（上下巻）　※LAPIS moreより刊行

### わ行
- ワガママなKISS（稲田穂波/すがはら竜）